# Polycirrus medius
Polycirrus medius är en ringmaskart som beskrevs av Hessle 1917. Polycirrus medius ingår i släktet Polycirrus och familjen Terebellidae. Inga underarter finns listade i Catalogue of Life.